# TMF
TMF (acrónimo de The Music Factory) fue un canal de televisión musical que tuvo sedes en Holanda (TMF NL), Bélgica (TMF Vlaanderen), Reino Unido e Irlanda (TMF UK) y Australia (TMF Australia). Era propiedad de MTV Networks Europe (parte de Viacom).
El canal también organizó unos premios, los TMF Awards.

## TMF Holanda
TMF Holanda comenzó a emitir en 1995 como la única cadena local de música pop. Fue fundada por Lex Harding y Arcade Company. Aunque los televidentes holandeses veían MTV Europa, muchos sintieron que Holanda tenía que tener su propio canal nacional de música. En el 2002, MTV compró los derechos en la TMF. En 1996, TMF comenzó a repartir sus Premios TMF en Holanda. Tuvo su sede central en Bussum.
En 2005, tres nuevos canales, más una estación de radio, comenzaron a transmitir en los Países Bajos bajo la marca TMF:
- TMF Dance: especializada en música house y trance alemana, británica, francesa, belga y holandesa. Anteriormente conocido como "TMF Party".
- TMF NL - especializado en música holandesa local.
- TMF Pure: especializado en música soul y R&B .
- TMF Hit Radio: lanzado el 27 de diciembre de 2006 y luego abandonó la marca TMF, que poco después se convirtió en 'Hit Radio'

El canal fue conocido en Países Bajos e incluso Europa por su énfasis con los remixes de música dance. TMF Holanda cerró sus emisiones el 1 de septiembre de 2011 siendo reemplazado por MTV Music 24, y el 31 de diciembre hicieron lo propio los canales digitales.

## TMF Vlaanderen
TMF Vlaanderen (TMF Bélgica) fue la primera extensión internacional de la firma TMF. Emiten solamente en neerlandés, así que solo está disponible para Flandes (Vlaanderen). Fundada en 1998, su sede central está en Malinas.
En 2014, una versión local de Comedy Central comenzó a ocupar la programación nocturna. El 1 de noviembre de 2015, TMF Vlaanderen terminó, y ahora la frecuencia de este canal transmite 24 horas Comedy Central Vlaanderen.

## TMF Reino Unido e Irlanda
TMF UK comenzó a emitir en 2002 en el canal 21. También emitía en Sky y la televisión de cable de Inglaterra. El canal, además de emitir música, emite programas antiguos de MTV como Cribs, Newlyweds o Daria, también la programación de VH1 durante la noche. También emitió una sección del bloque infantil Noggin durante las mañanas. 
TMF UK dejó de emitir el 26 de octubre de 2009, siendo reemplazado por una versión local del canal VIVA.

## TMF Australia
TMF Australia emitió desde mayo de 2007 hasta noviembre de 2010. Fue reemplazado por una versión local de MTV Hits MTV Hits (Australia).